# Bikini (lied)
Bikini is een lied van de Nederlandse rapformatie Broederliefde in samenwerking met de Nederlandse hiphopartiesten KM en Jayh. Het werd in 2022 als single uitgebracht en stond in hetzelfde jaar als vijfde track op het album Strandje aan de Maas van Broederliefde.

## Achtergrond
Bikini is geschreven door Anthony Junior Dos Santos, Emerson Akachar, Jaouad Ait Taleb Nasser, Jean Samuel Seka, Jerzy Miquel Rocha Livramento en Kaene Marica en geproduceerd door DjangoBeats, Heaven Sam en Jerr. Het is een nummer dat past in het genre nederhop met effecten uit de dancehall en afrobeats. In het lied rappen en zingen de artiesten over dames in bikini's. Bij het nummer werd er door de leden van Broederliefde een TikTok-uitdaging bedacht, waarin vrouwen in bikini een dansje moesten doen. Het nummer werd bij radiozender NPO FunX uitgeroepen tot DiXte track van de week. 
Het is de eerste keer dat de drie artiesten tegelijkertijd samen op een track te horen zijn. Wel werd er onderling al samengewerkt. Broederliefde en Jayh deden dit op Ku bo so, Zeg me, Ballon en Verwijderd. KM en Jayh werkten eerder samen op Openbaar.

## Hitnoteringen
De artiesten hadden bescheiden succes met het lied in Nederland. Het piekte op de 26e plaats van de Single Top 100 in de tien weken dat het in deze hitlijst te vinden was. De Top 40 en haar Tipparade werden niet bereikt.